# 利本弗尔斯
利本弗尔斯是奥地利克恩顿州格兰河畔圣法伊特县的一个市镇。总面积58.85平方公里，总人口3290人，人口密度55.9人/平方公里（2005年）。